# سوران (دورود)
سوران، روستایی از توابع مرکزی شهرستان دورود و دهستان ژان است.
این روستا از زمان اتابکان لر کوچک پایه گذاری شده و در زمان قاجاریه به یکی از  روستا های مهم دورود تبدیل شد.اولین مدرسه دورود(مدرسه کوروش) در این روستا تاسیس شده است.

## جمعیت
این روستا در دهستان ژان قرار دارد و براساس سرشماری مرکز آمار ایران در سال ۱۳۸۵، جمعیت آن ۵۱۵ نفر (۱۰۷خانوار) بوده‌است.